# Perín-Chym
Perín-Chym (Hongaars: Perény-Hím) is een Slowaakse gemeente in de regio Košice, en maakt deel uit van het district Košice-okolie.
Perín-Chym telt 1.456 inwoners.
De gemeente bestaat uit de dorpen Perény, Hím en Felsőlánc en is gelegen aan de Hongaarse grens. In 1948 werden de dorpen samengevoegd tot 1 gemeenten onder Tsjechoslowaaks bestuur. Tot 1920 behoorden de dorpen tot Hongarije. In 1921 was de bevolking nog grotendeels van Hongaarse etniciteit;  In Hím woonden 236 Hongaren en 5 Tsjechoslowaken, In Perény waren er 1013 Hongaren en 34 Tsjechoslowaken en in Felsőlánc bestond de bevolking uitg 299 Hongaren en 1 Tsjechoslowaak.
Na de tweede wereldoorlog werd de gemeente onderdeel van de Tsjechoslowaaks-Hongaarse bevolkingsruil en moesten veel Hongaren het land en hun thuis verlaten.
In 2021 waren er van de 1532 inwoners 1113 Slowaaks en 331 Hongaars (21,6%). De Slowaken in het dorp komen van oorsprong met name uit de regio Békés in Hongarije.

## Kerken in Perín-Chym

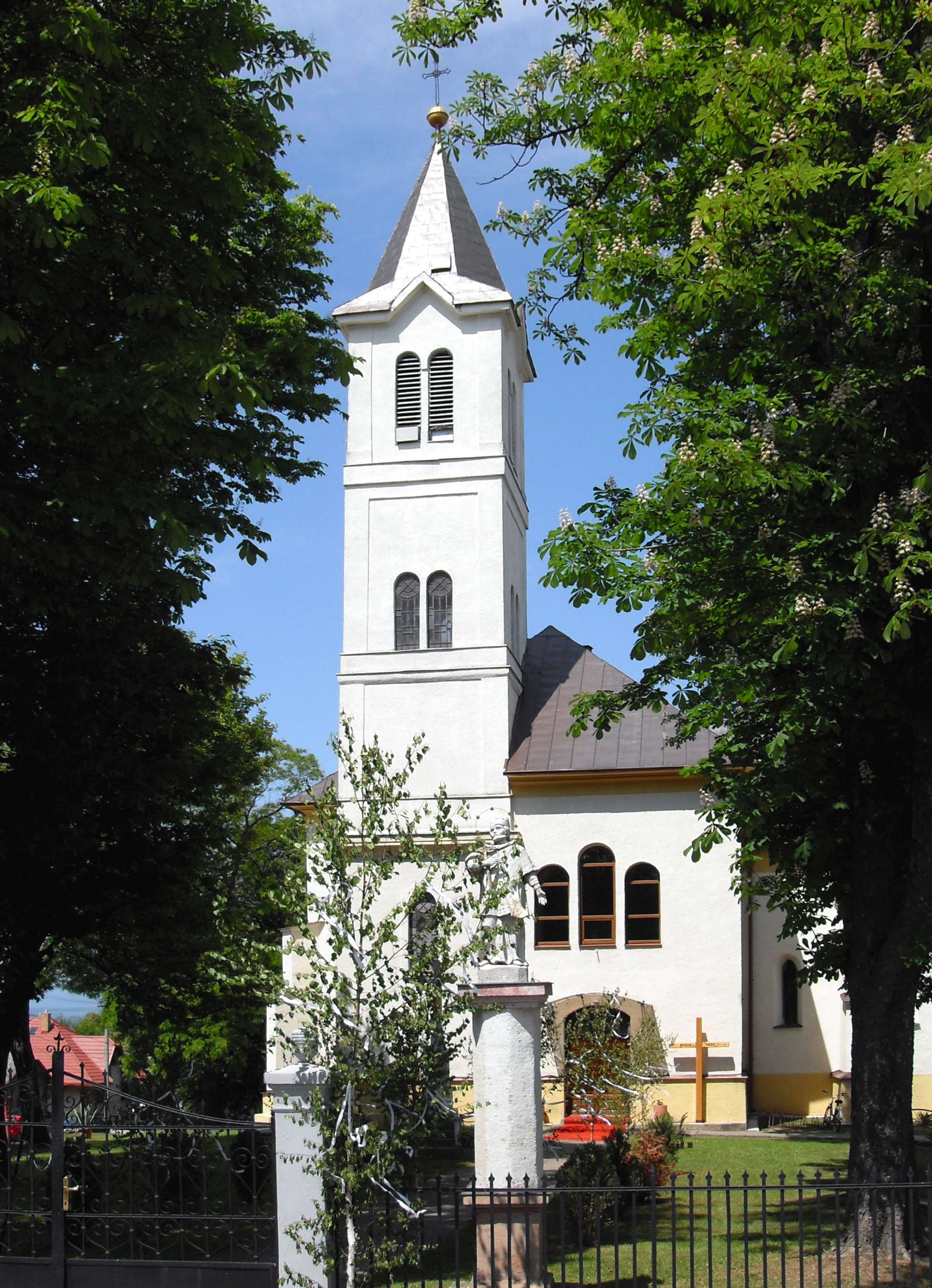
Kerk in Perín
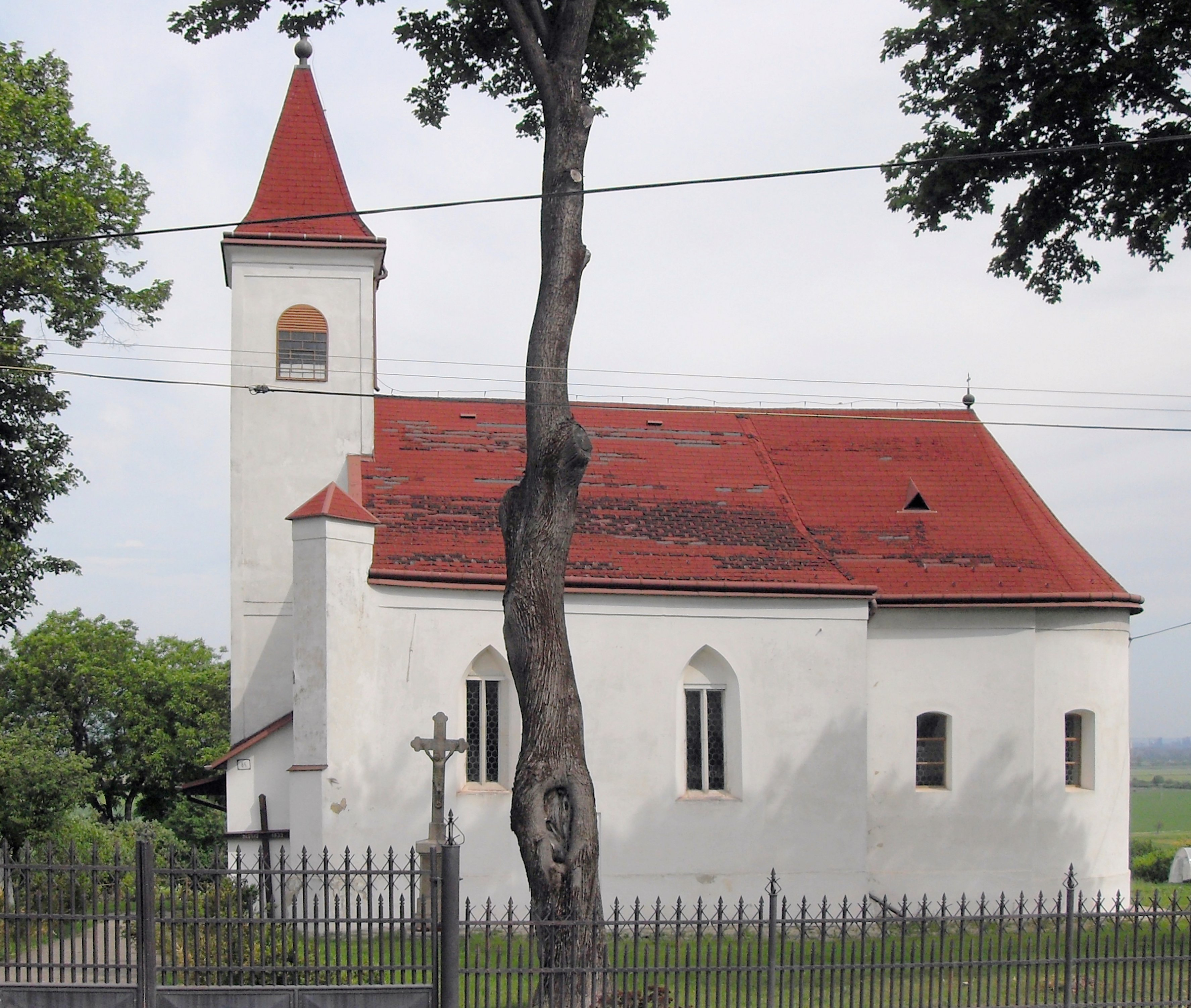
Kerk in Chym
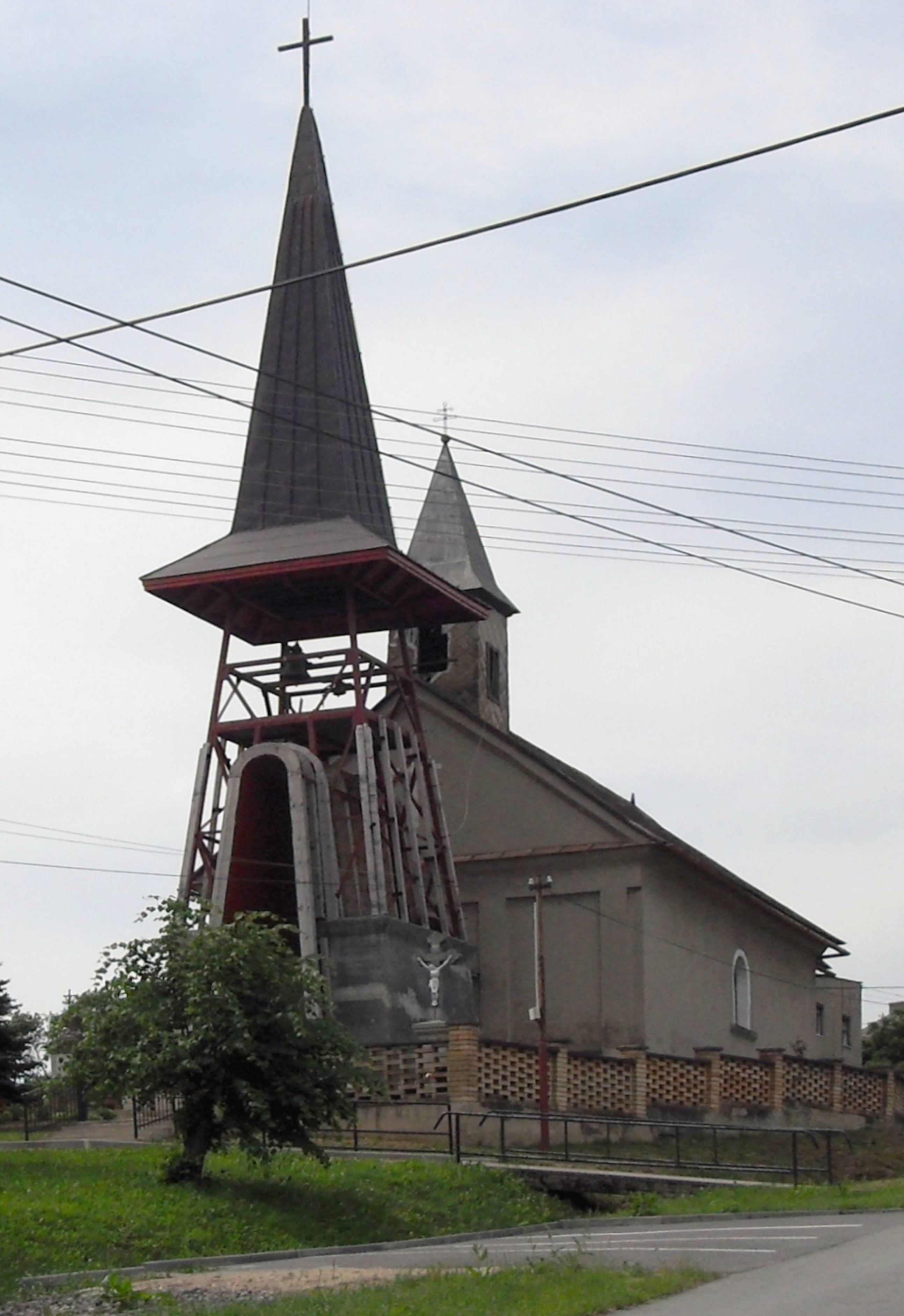
Kerk in Vyšný Lánec
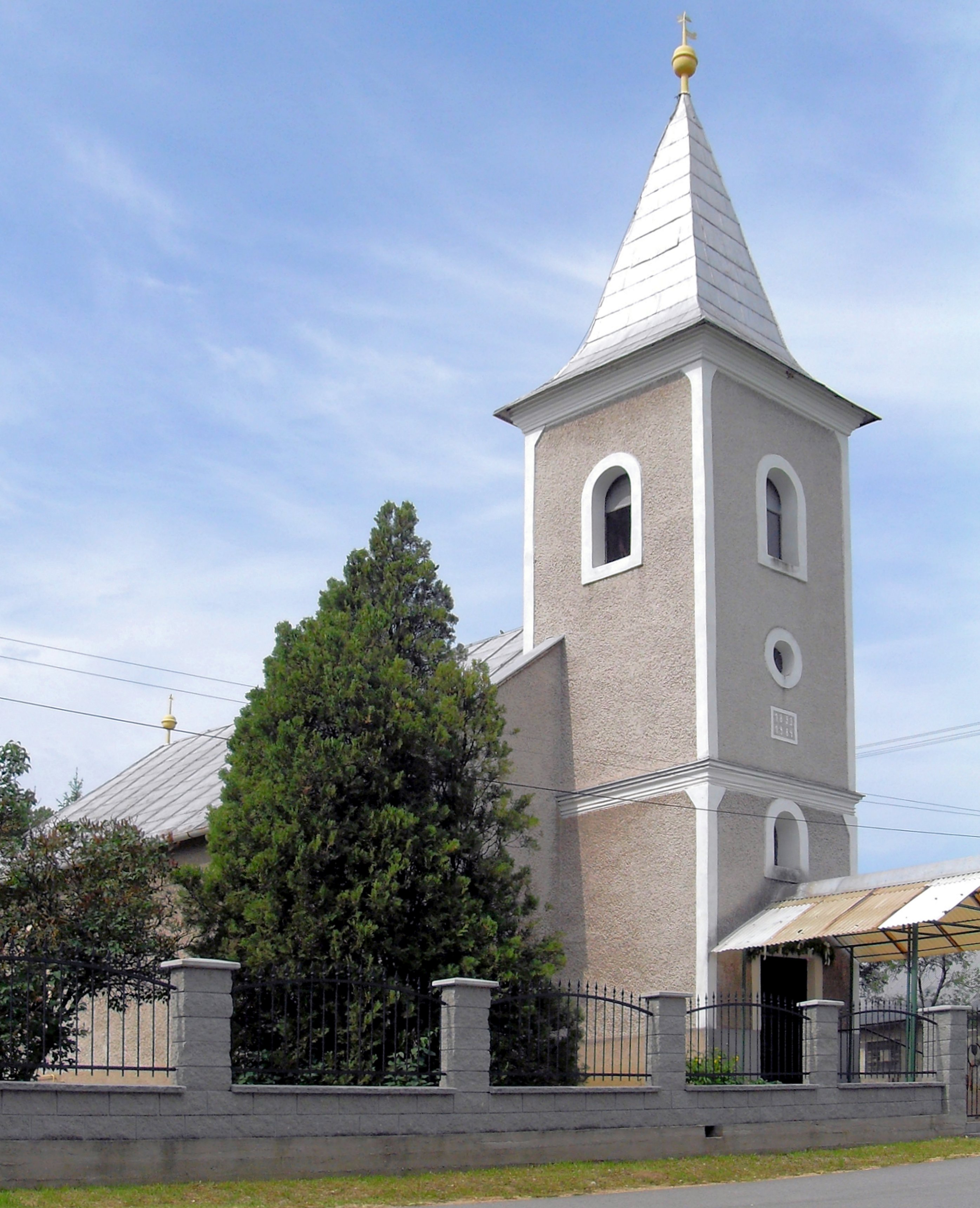
Kerk in Vyšný Lánec